# Michael Champion
Michael Edward Campbell Champion, más conocido por su nombre artístico Michael Champion, (3 de noviembre de 1946-16 de junio de 2021) fue un actor y músico estadounidense proveniente de Anderson, Indiana.

## Carrera
Inició su carrera musical en la década de 1960 en una banda llamada The Abstract Reality, con los que grabó el sencillo Love Burns Like a Fire Inside. Más adelante formó la agrupación Scorpion y en 1971 aportó los coros en el álbum Stoney & Meatloaf de los artistas Shaun Murphy y Meat Loaf. A finales de la década de 1970 inició su trayectoria como actor, registrando apariciones en producciones de cine y televisión como Diagnosis: Murder (1993), Matlock (1989), The Flash (1991), History of the World: Part I (1981), Beverly Hills Cop (1984), Total Recall (1990) y Toy Soldiers (1991).

## Filmografía
- 1996 - Raven Hawk
- 1995 - Dead Cold
- 1995 - Aurora: Operation Intercept
- 1995 - Evolver
- 1995 - NYPD Blue
- 1994 - Flash Traffic: City of Angels
- 1994 - Renegade
- 1994 - Ray Alexander: A Taste for Justice
- 1994 - Viper
- 1993 - Diagnosis: Murder
- 1993 - Private Wars
- 1992 - La espada milenaria
- 1991 - Leather Jackets
- 1991 - The Heroes of Desert Storm
- 1991 - Toy Soldiers
- 1991 - The Flash
- 1990 - Father Dowling Mysteries
- 1990 - False Identity
- 1990 - Total Recall
- 1990 - Star Trek: The Next Generation
- 1989 - Hunter
- 1989 - One Man Out
- 1989 - Matlock
- 1989 - Paradise
- 1989 - Pink Cadillac
- 1989 - The Forgotten
- 1989 - 21 Jump Street
- 1989 - Tour of Duty
- 1988 - ALF
- 1988 - Hooperman
- 1988 - A Year in the Life
- 1987 - Crime Story
- 1987 - Belleza fatal
- 1987 - Dallas
- 1985 - MacGyver
- 1985 - Riptide
- 1985 - Crime of Innocence
- 1985 - Hill Street Blues
- 1985 - Stark
- 1984 - Beverly Hills Cop
- 1984 - V
- 1982-1984 - Knight Rider
- 1983 - Big Ball
- 1983 - Simon & Simon
- 1983 - T.J. Hooker
- 1981 - The Woman Inside
- 1981 - History of the World: Part I
- 1980 - Wholly Moses!
- 1979 - Salvage 1
- 1979 - The Rockford Files
- 1979 - When a Stranger Calls
- 1979 - The Incredible Hulk
- 1979 - Lou Grant
- 1979 - B.J. an the Bear